# Apotheke zur Hygiea

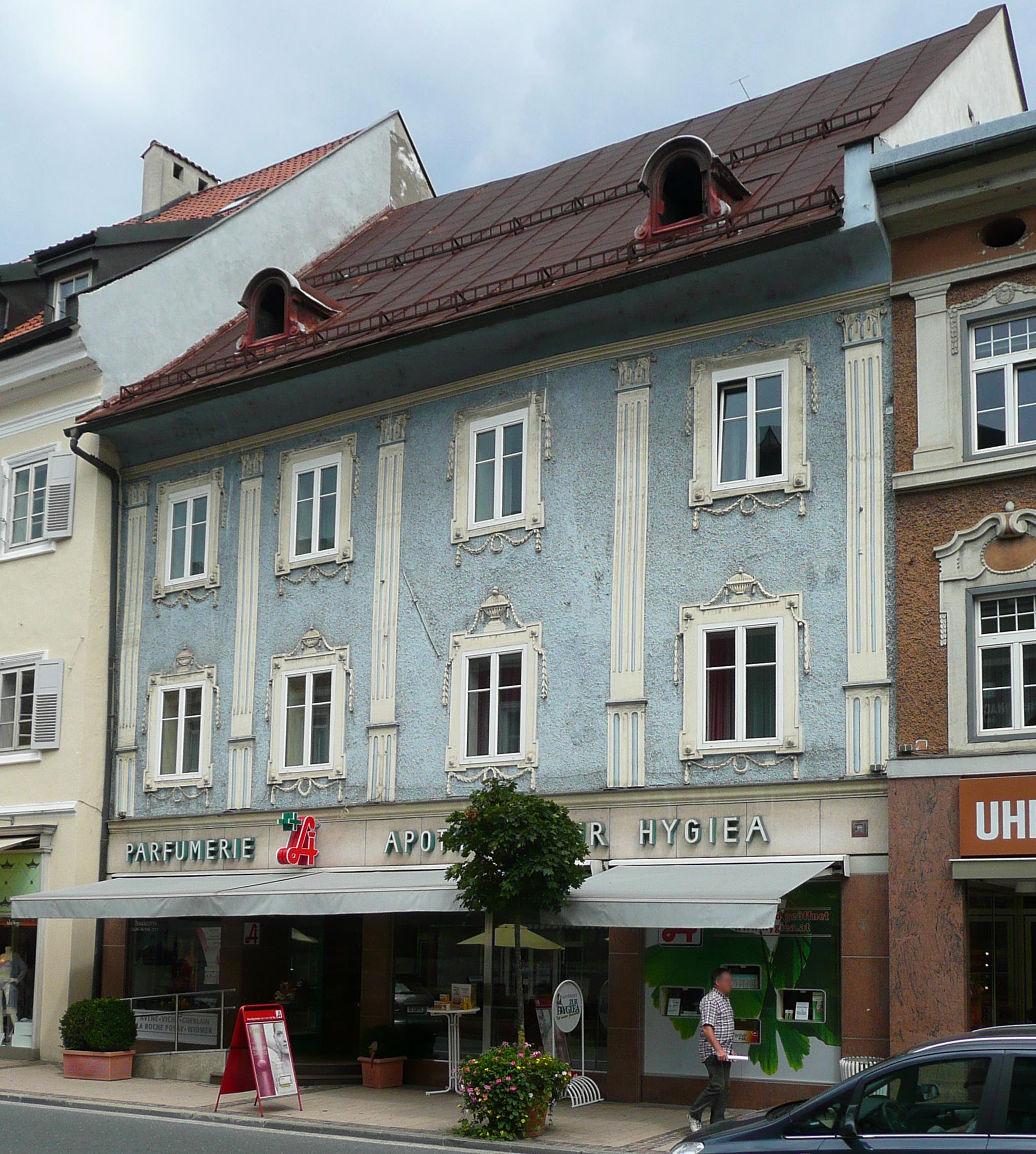
Das denkmalgeschützte Gebäude

Die Apotheke zur Hygiea in Spittal an der Drau wurde 1705 als Fürstlich Porcin’sche Haus-Apotheke (nach dem Haus Porcia) gegründet. Benannt ist sie nach der Heilgöttin Hygieia.
Im Zuge der Verleihung des Öffentlichkeitsrechts wurde sie 1773 auf den Hauptplatz verlegt. Seit diesem Zeitpunkt befindet sich die Hygiea-Apotheke am selben Standort. Das Gebäude steht unter Denkmalschutz.
1786 gelangte die Apotheke in den Besitz der Familie Ebner, die diesen Betrieb in mehreren Generationen bis 1891 führte. In weiterer Folge waren die Apotheker Görner, Sisgoreo, Fuchs und Frauwallner jeweils Besitzer der Hygiea-Apotheke.
Ab dem 1. Jänner 1993 war Rudolf Hoefler Konzessionär der Hygiea-Apotheke.
Seit der Übernahme durch Barbara Schantl im Jahr 2018 wird die Apotheke wieder unter dem originären Namen Porcia-Apotheke geführt.